# من (استان)

نقشهٔ من

مَن (به زبان فرانسوی: Maine) یکی از استان‌های تاریخی کشور فرانسه است (با رود من اشتباه نشود). این منطقه در گذشته شهرستان من بوده و مرکز آن لو مان بود. اما امروزه به دو بخش سارت و ماین تقسیم شده‌است. من نزدیک به ۸۵۷ هزار ساکن دارد.

## نگارخانه

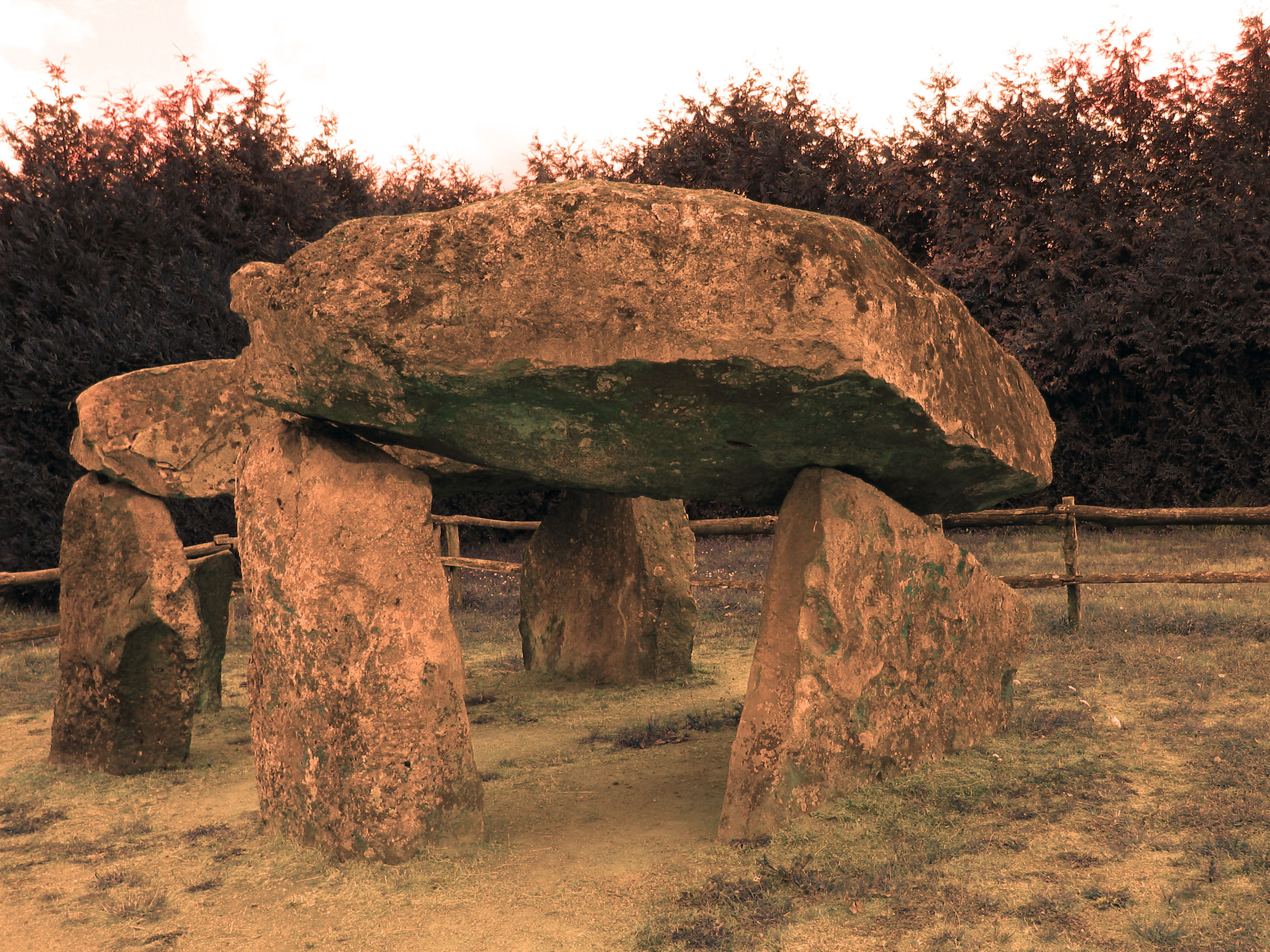
Des Erves میزسنگ 4000 BC
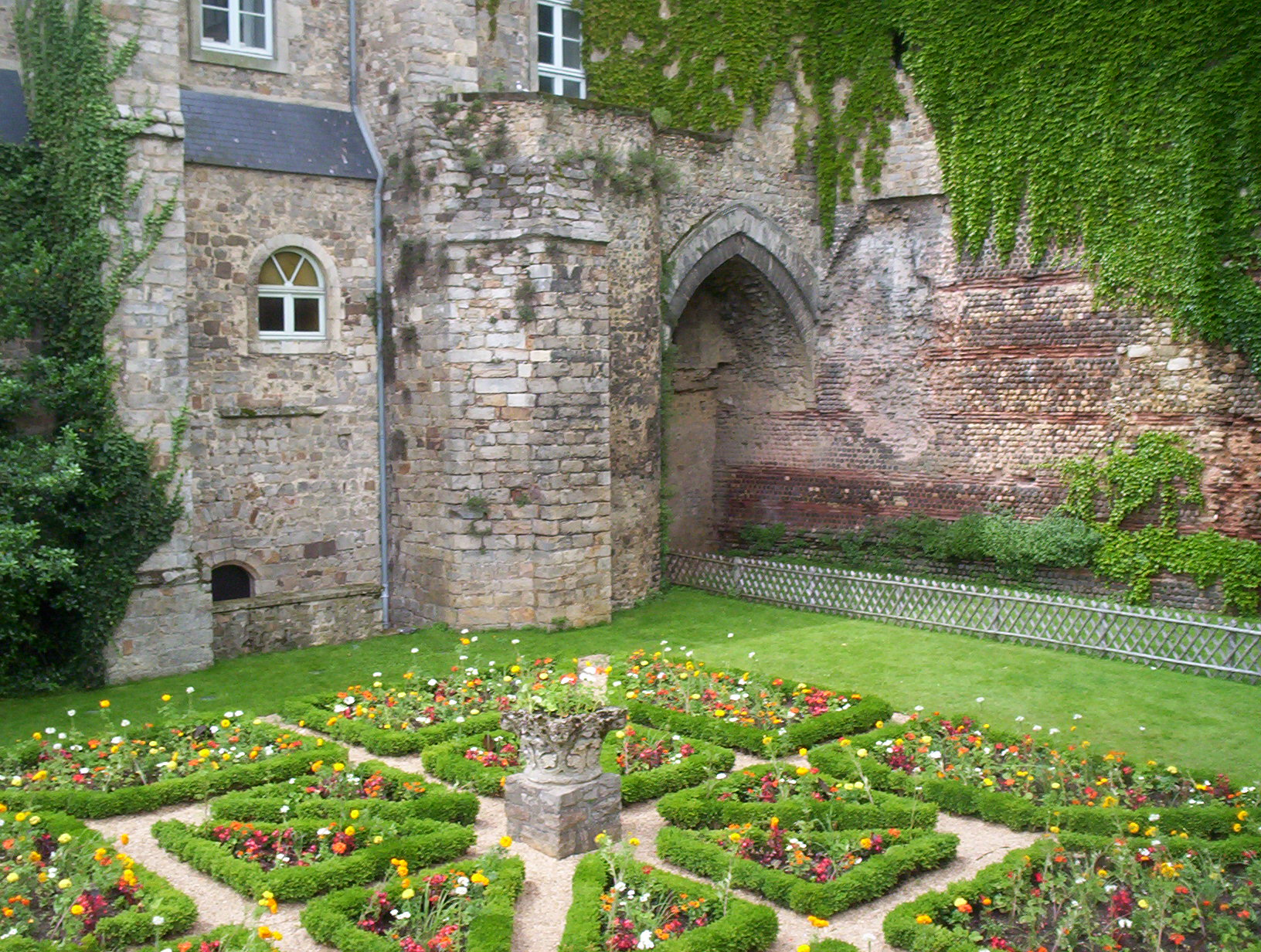
دیوارهای شهر در قرون وسطی.
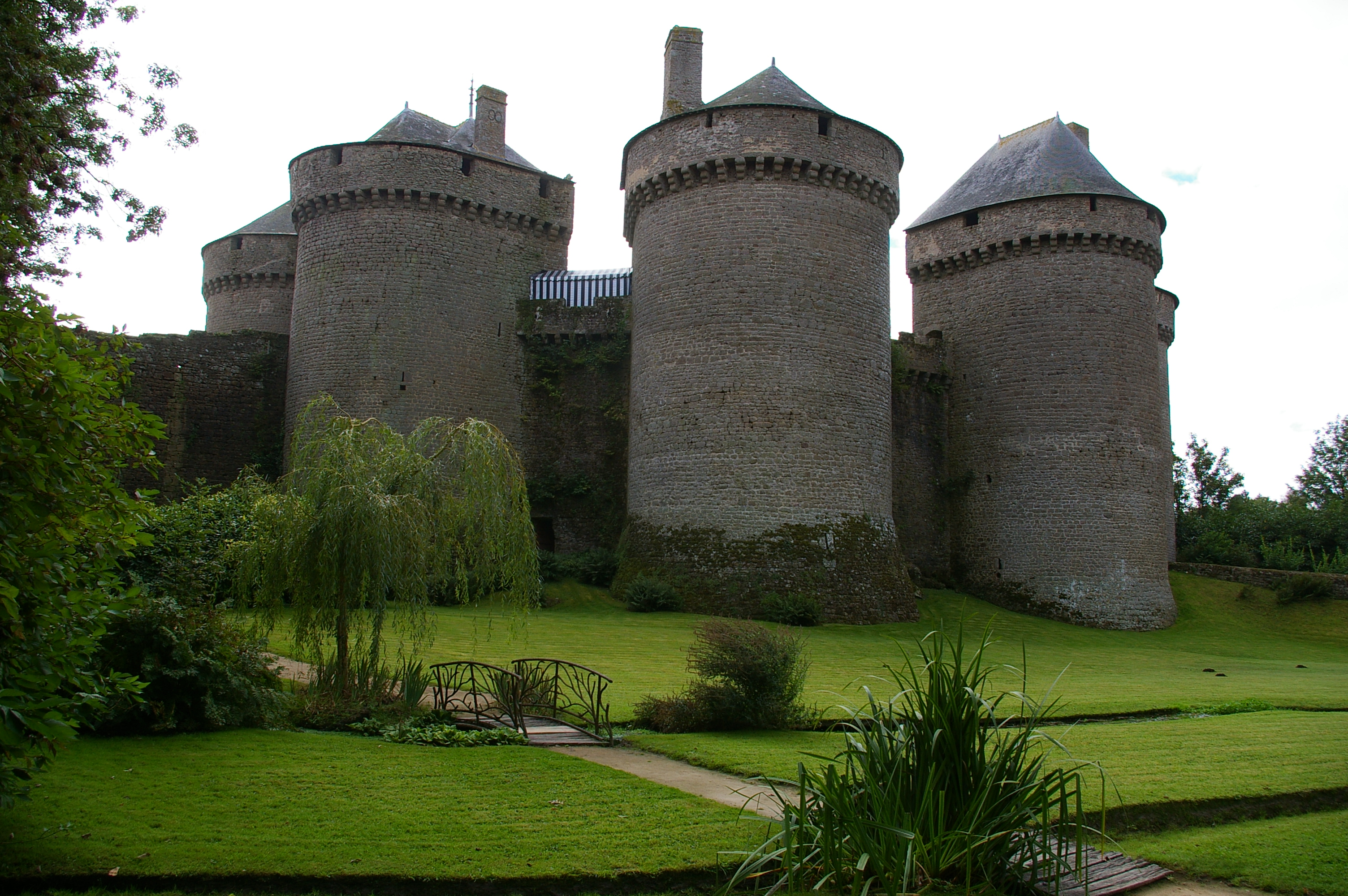
Lassay Castle 12th → 15th century
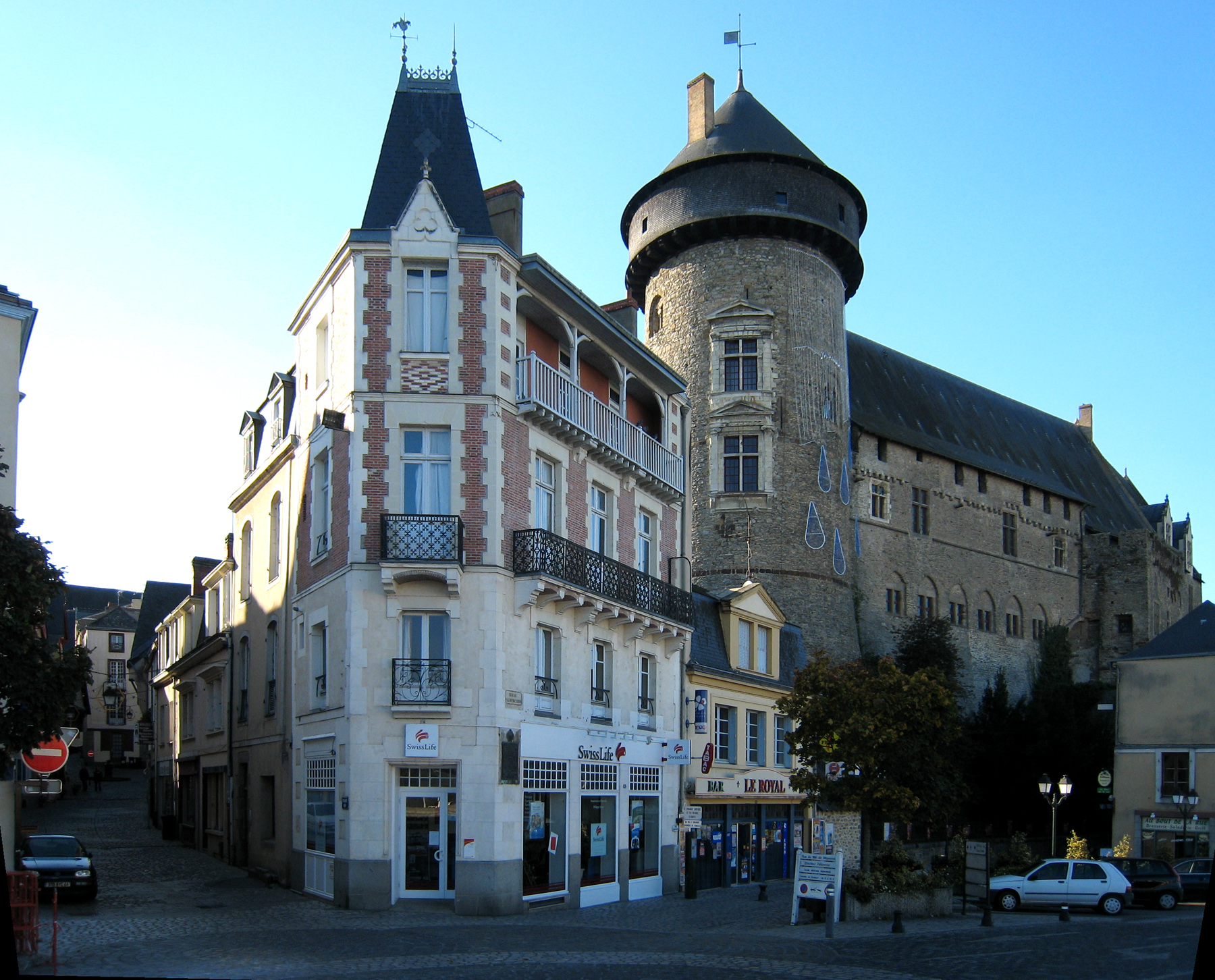
لاوال Castle and Town
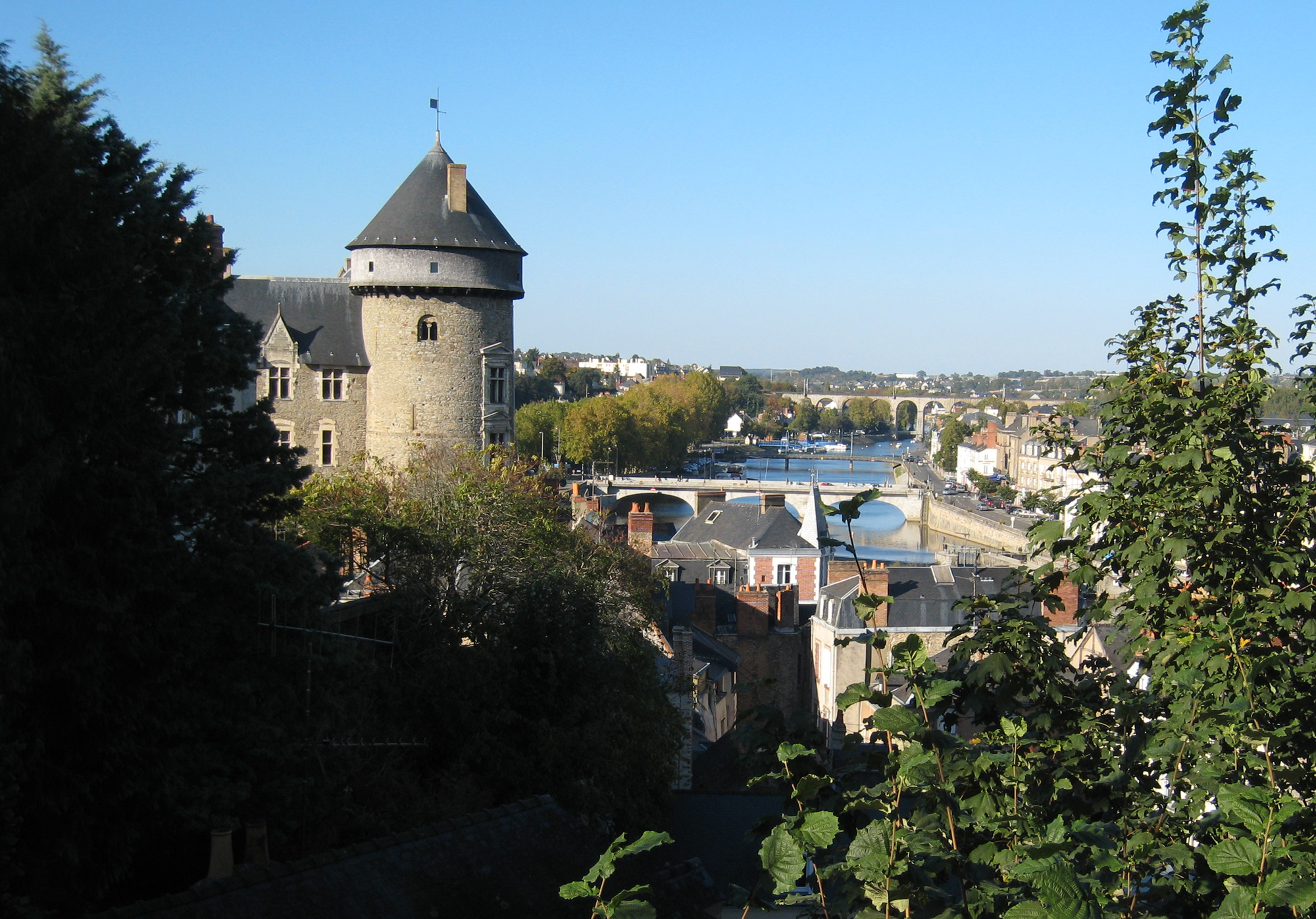
View of Laval
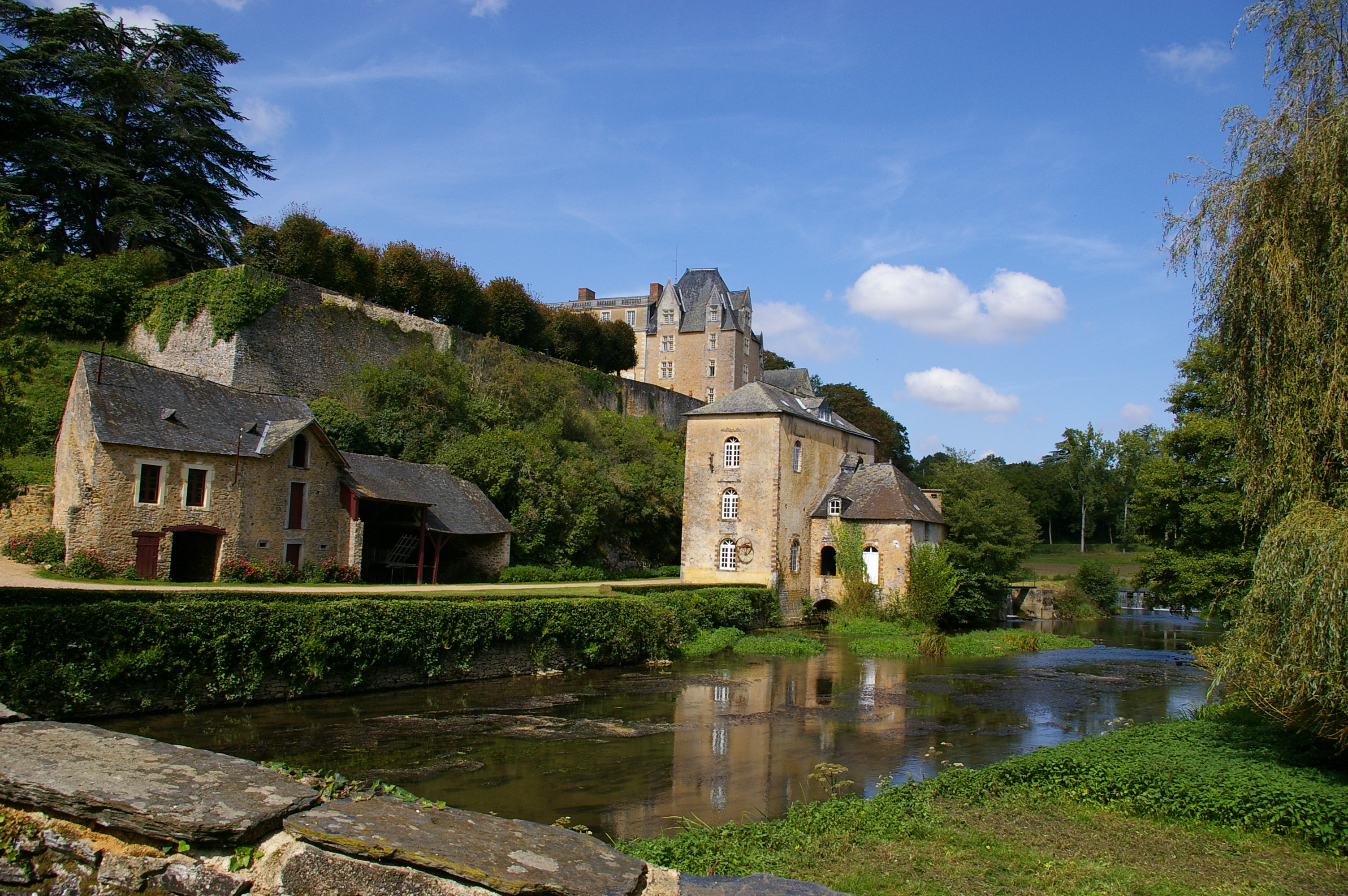
Thévalles Castle
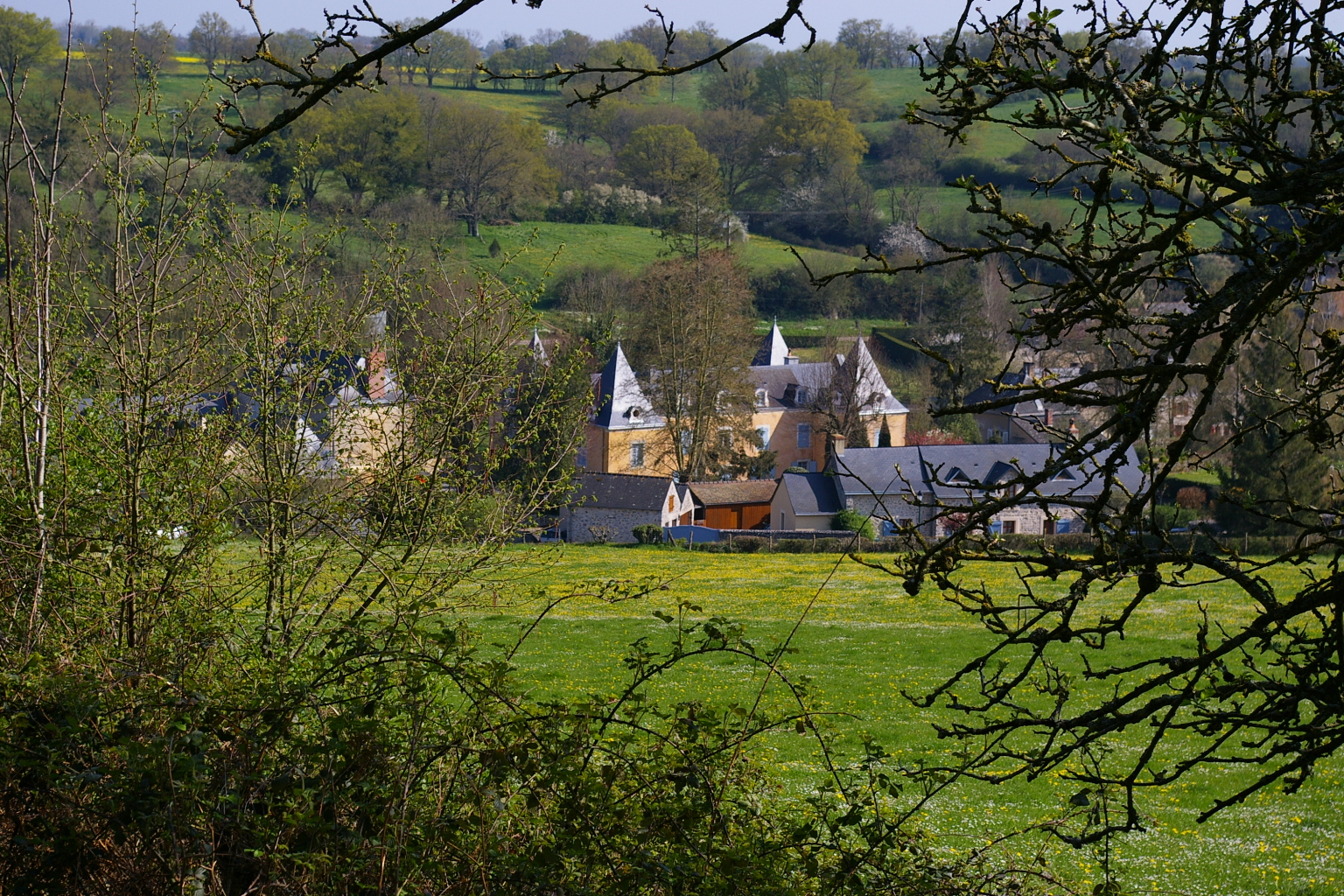
Maine بوکاژ-Hedgerows
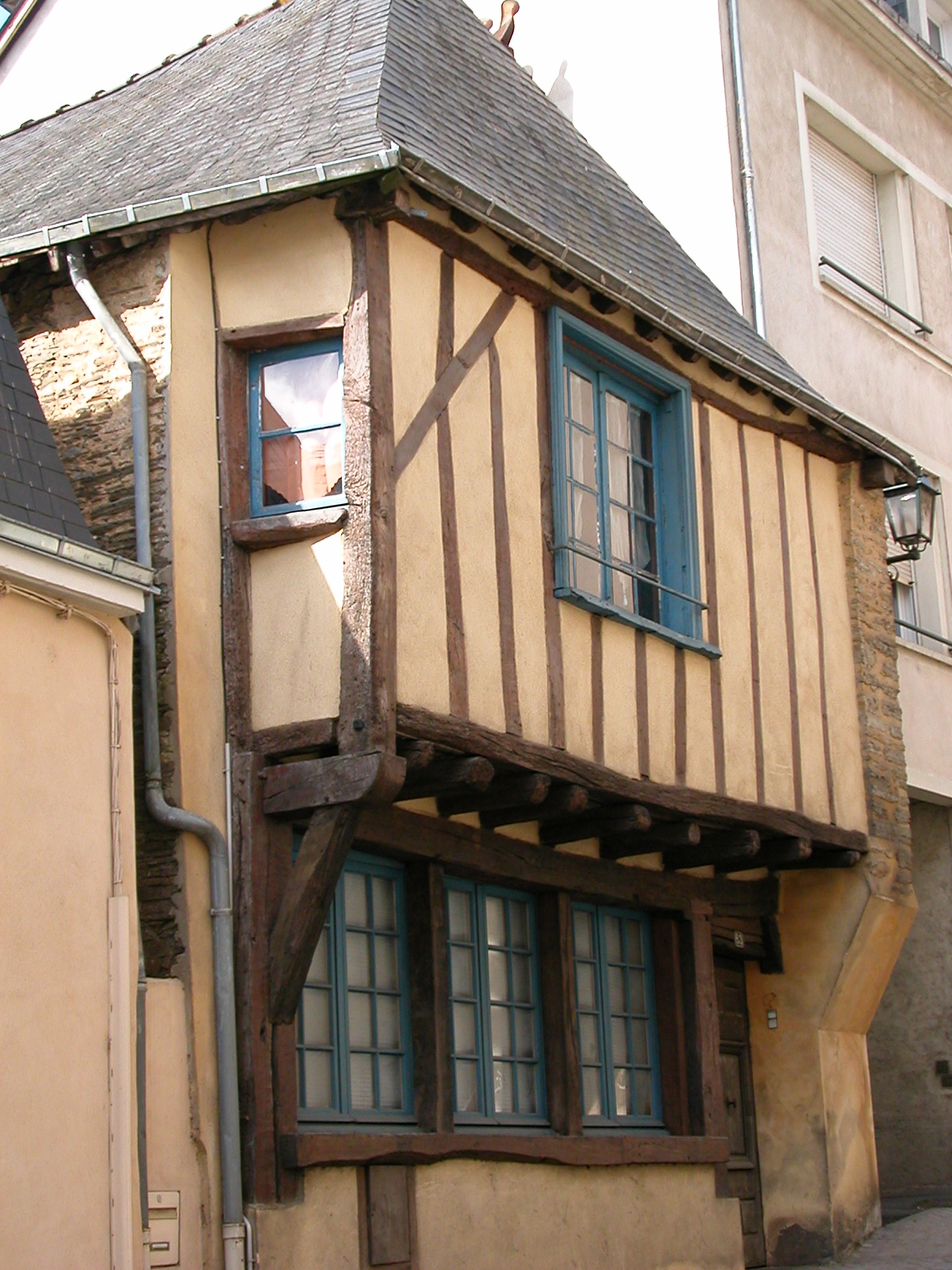
Medieval half-timbered house in شاتو-گونتیه
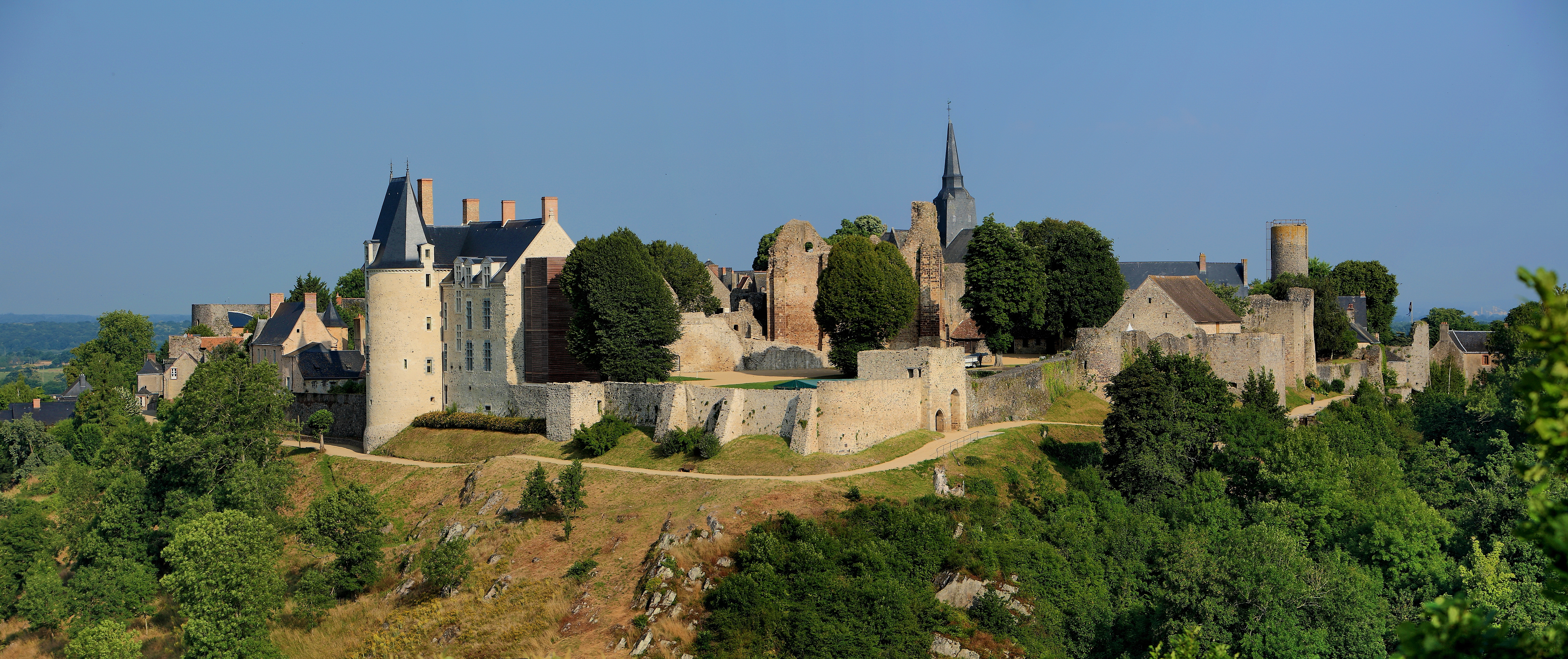
Panoramic view of Sainte-Suzanne, Mayenne